# Dni płodne
Dni płodne – dni, w których ejakulacja (wytrysk) w pochwie może doprowadzić do zapłodnienia.
Choć komórka jajowa obumiera po kilkudziesięciu godzinach, okres dni płodnych wydłuża się ze względu na dłuższą żywotność plemników (podczas jednego wytrysku większość plemników umiera po 1-2 dniach, ale niektóre żyją dłużej). Badania z użyciem analizy chemicznej moczu wykazują, że w przypadku zdrowych kobiet płodny okres trwa 6 dni (5-dniowy okres przed owulacją i dzień owulacji), jednak z badań temperatury ciała (określanych jako niedoskonałe) wynika, że okres ten trwa 6-12 dni. 1-2 dni po owulacji i 6-8 dni przed nią prawdopodobieństwo zagnieżdżenia się zygoty (50%-70% zygot się nie zagnieżdża) to mniej niż 5%. Największa prawdopodobieństwo zagnieżdżenia się zygoty występuje, według różnych badań, podczas 2-3 dni przed owulacją. Prawdopodobieństwo to spada wraz z wiekiem (dla kobiet w wieku 19-26 wynosi ponad 50%, dla kobiet w wieku 35-39 – 30%).
Według badania z 2000 roku 30% kobiet doświadcza dni płodnych pomiędzy 10 a 17 dniem cyklu miesiączkowego, jednak większość ma je wcześniej.
Wiedza dotycząca określania dni płodnych pomaga skuteczniej zaplanować ciążę lub jej zapobiegać w sposób naturalny. Współcześnie jednym ze sposobów na precyzyjne określenie dni płodnych (skuteczność 99,36%) w warunkach domowych jest zastosowanie komputera cyklu.